# Buona giornata
Buona giornata è un film italiano del 2012 diretto da Carlo Vanzina.

## Trama
Il principe Ascanio Cavallini Gaetani è un nobile decaduto, scapolo convinto, costretto ad affittare la secolare residenza di famiglia ai produttori di una fiction pur di racimolare qualche soldo, che cerca nonostante tutto di dare una buona impressione di sé sembrando ancora ricco sfondato e frequentando gli ambienti della Roma bene; alla fine, schiacciato dai debiti e a rischio sfratto, deciderà di mollare tutto e trasferirsi in campagna.
Leonardo Lo Bianco è un senatore della Repubblica Italiana accusato di corruzione che, pur di evitare che il Senato autorizzi il suo arresto, costringe tutti i suoi compagni di partito ad essere presenti alla votazione, incluso un collega che scopre essere morto durante un incontro con Bernarda, prostituta transgender brasiliana, ma che in qualche modo riuscirà a far votare ugualmente, evitando così l'arresto.
Rosaria Micciché, un'affermata manager di Milano, originaria di Lampedusa, fissata con la buona salute, la tecnologia e la puntualità, vive una vera odissea durante il viaggio in treno tra Milano e Roma; scesa a Bologna durante uno scalo, non riesce a risalire, lasciando sul treno tutti i documenti, il cellulare e il computer. Riuscirà ad arrivare a Roma solo a sera inoltrata, ma quando si reca dalla polizia ferroviaria per riavere le sue cose, a causa anche del suo aspetto trasandato per il lungo viaggio, viene scambiata per clandestina e spedita in Tunisia.
Alberto Dominici è un ricco imprenditore romano, evasore totale delle tasse, che informato dal suo socio di un possibile, imminente controllo della Guardia di Finanza cerca frettolosamente di disfarsi di tutte le prove compromettenti: prima distrugge tutti i documenti che provano le sue attività illegali e le sue frodi al fisco, poi fa salpare il suo yacht per Montecarlo, e infine svuota la sua faraonica villa, che spaccia come appartenente al vecchio zio con l'alzheimer, di tutto quello che contiene. Quando poi la Finanza si presenta, Alberto viene smascherato dall'inconsapevole figlio, che sopraggiunge alla guida di una Ferrari spiattellando tutte le malefatte del padre, che viene così arrestato.
Luigi Pinardi è un facoltoso notaio di Napoli, che dietro consiglio di un amico approfitta di un'assenza di moglie e figli per concedersi un incontro con la bellissima escort russa Svetlana; quando poi la moglie torna a casa prima del previsto, Luigi riesce a salvarsi spacciando Svetlana per una figlia illegittima avuta durante una vacanza giovanile a San Pietroburgo. Dopo aver corrotto il figlio, che aveva scoperto la verità, con la promessa di una macchina e del raddoppio della paghetta, Luigi viene smascherato durante un lussuoso party all'aperto, nel quale tuttavia scopre che anche la moglie gli è stata infedele, e mettendo allo scoperto in questo modo tutti gli altarini della Napoli Bene.
Romeo Telleschi, milanese trapiantato a Monopoli dopo il matrimonio, è uno sfortunato rappresentante di domotica tutto preso a far quadrare i conti, e per questo poco attento alle problematiche famigliari, che decide, dietro consiglio di un amico, di trascorrere più tempo coi figli per non perdere il rapporto con loro; in questo modo scopre l'omosessualità del figlio maggiore, e alla fine della giornata schiaccerà, scambiandolo per un topo, il criceto della figlia più piccola.
Cecco, uno sfegatato tifoso della Fiorentina, preda di stranissimi rituali scaramantici, che assieme alla sua fidanzata, ormai sfibrata dai suoi atteggiamenti, cerca di replicare in tutto e per tutto le azioni ed i momenti compiuti sei mesi prima, quando la sua squadra aveva vinto la precedente trasferta di Verona contro il Chievo. Per questo motivo, non esiterà a permettere alla fidanzata di avere un rapporto sessuale con un architetto veronese, che secondo lui consegnerà la vittoria alla Fiorentina, come effettivamente avviene.
Nel finale il senatore, il principe, il notaio e Romeo partecipano alla puntata di beneficenza del programma Soliti ignoti - Identità nascoste, con la conduzione di Fabrizio Frizzi.

## Incassi
Il film in Italia ha incassato 2949000 €.

## Luoghi delle riprese
Le riprese sono state realizzate tra Roma (Palazzo Sacchetti, Laghetto dell'Eur, Chiesa di San Pancrazio, Grand Hotel Minerva, edicola di Via Vittorio Veneto 151, OP Hotel, Ristorante Da Fortunato, Ristorante Elle, edificio in Largo Amalia Camboni, condominio in Via Vico Consorti 138), Grottaferrata (RM) (Casina dell'Orologio), Bassano Romano (VT) (Casina Poggio della Rota), Monopoli (BA), Verona (Stadio Marcantonio Bentegodi, Palazzo del Comune) e Firenze (Piazza del Duomo, negozio Patrizia Pepe).